# リバーシブル吉岡
リバーシブル吉岡（リバーシブルよしおか）は、日本のピンク歌謡シンガーソングライター 。
2003年より関西、関東を中心に活動。スーツ姿に仮面と怪しいルックスで下ネタ歌謡曲を歌うスタイルからピンク歌謡界の貴公子と称される。ファンからは先生、リバ様と呼ばれている。生粋のアイドルヲタでもある。

## 来歴・概要
兵庫県尼崎市出身。2003年に自身がギターボーカルを務めていたバンドの解散を機にソロ活動を開始。
下ネタを含む歌詞を歌謡曲のメロディに乗せて歌う『ピンク歌謡』というジャンルを独自に構築。当時、神戸のライブハウスARTHOUSEでブッキングを担当していたアルカラの稲村太佑も彼の登場に衝撃を受けたとのこと。
2009年4月に初の全国流通盤となるアルバム『桃色革命』を発売しインディーズデビュー。
2010年5月にはなんば白鯨で行われたＹ談世界一決定戦で優勝、2012年7月には新宿ロフトプラスワンで行われた第4回下-1グランプリで優勝している。
神戸で毎年開催されているチャリティー音楽イベントCOMIN'KOBEには5年連続出演。
2017年5月7日、COMIN'KOBEでのステージ及び自身のブログにて同年8月31日を以ての活動休止を発表した。
現在、あつまれ！ぐぅチョキぱぁとして活動中。

## 作品

### アルバム
| #   | タイトル                                               | 作詞 | 作曲・編曲 |
| --- | ------------------------------------------------------ | ---- | ---------- |
| 1.  | 「昼下がりの小陰唇」                                   |      |            |
| 2.  | 「誘う！特急列車」                                     |      |            |
| 3.  | 「海鮮パーティー」                                     |      |            |
| 4.  | 「AKOGARE」                                            |      |            |
| 5.  | 「ビデオレター」                                       |      |            |
| 6.  | 「うち、あんたやないとあかんねや」                     |      |            |
| 7.  | 「AKOGARE 2」                                          |      |            |
| 8.  | 「ヒットチューン」                                     |      |            |
| 9.  | 「クジラになった彼女」                                 |      |            |
| 10. | 「黒いマイク」                                         |      |            |
| 11. | 「あたしが貴女の貝を舐めるから貴女はあたしの貝舐めて」 |      |            |
| 12. | 「君と僕はカスタネット」                               |      |            |

| #  | タイトル                   | 作詞 | 作曲・編曲 |
| -- | -------------------------- | ---- | ---------- |
| 1. | 「お土産の歌」             |      |            |
| 2. | 「僕は運転手」             |      |            |
| 3. | 「君はカモフラージュ」     |      |            |
| 4. | 「She says OK -AKOGARE3-」 |      |            |
| 5. | 「ママ、濡れちゃった」     |      |            |
| 6. | 「袖」                     |      |            |
| 7. | 「チラリ」                 |      |            |
| 8. | 「maria」                  |      |            |

- ジャケット写真：千日前ベビードールズ。

#### 自主制作アイテム
- デモCD-R『パラダイスフィンガー』
- デモCD-R『保険金』
- デモCD-R『保険金殺人』
- デモCD-R『黒いマイク/昼下がりの小陰唇』
- デモCD-R『クジラになった彼女』
- CD『桃色の王子様』

上記全て現在は入手不可

### 歌詞提供
- 『チェッカーフラッグをとめろ』（TPRC-0023、2012年10月24日、T-Palette Records）しず風&絆〜KIZUNA〜のシングル。

カップリング曲『カプセルカプセル』の作詞を担当。MASARU名義。

## 出演

### テレビ
- MUSIC☆JUNGLE TV （2010年4月 - JCOM)
- 真夜中パンチィ （2011年5月 - MBSテレビ)
- ストリートファイターズ （2011年12月 - 全国テレビ朝日系列24局)
- musicるTV （2014年1月 - 全国テレビ朝日系列24局)
- musicるTV （2014年3月 - 全国テレビ朝日系列24局)
- musicるTV （2014年4月 - 全国テレビ朝日系列24局)

### 主な過去のライブ
- リバーシブル吉岡企画「桃色大革命」（2009年5月22日、神戸 ARTHOUSE）

w/シリカ/NARU SEA/木村ウニ(蜜_(バンド))/他
- 申し訳(では)ないと＠神戸（2011年6月24日、神戸 太陽と虎）

w/ミッツィー申し訳/掟ポルシェ申し訳Jr./tofubeats/他
- オールザッツバカ映像presentsバカＡＶ専門学校vol.13「オタクＡＶ最前線２（仮）」（2011年9月24日、新宿ロフトプラスワン）

- リバーシブル吉岡企画「輝く！第一回　桃色大艶会」（2011年12月18日、難波ロケッツ）

w/アルカラ/巨乳まんだら王国/キュウソネコカミ/バックドロップシンデレラ/佐伯誠之助/いずこねこ
- TOKYO BOOTLEG CIRCUIT'12（2012年5月13日）[6]

- 第4回下－1グランプリ（2012年7月21日、新宿ロフトプラスワン）

- エレ糞リカルパレード（2012年9月12日、梅田シャングリラ）オープニングアクトとして出演

w/BiS/THIS IS PANIC/忘れらんねえよ
- 女をなめんなよスペシャルvol.2（2012年9月14日、新宿ロフト）[7]

w/チャラン・ポ・ランタンと愉快なカンカンバルカン/井乃頭蓄音団/他
- リバーシブル吉岡主催ロックフェス「男女共学」（2013年1月14日、十三ファンダンゴ）

w/井乃頭蓄音団/いずこねこ/しず風&絆〜KIZUNA〜/おいおい教バンド/他
- TOKYO BOOTLEG CIRCUIT'13（2013年6月23日）[8]

- KUDAKENEKO ROCK FESTIVAL 2013「ネコフェス2013」（2013年6月30日）[9]

- 第5回下－1グランプリ（2013年7月21日、新宿ロフトプラスワン）

- TOKYO BOOTLEG 7th Anniversary（2013年11月10日、新木場STUDIO COAST）[10]

- 大阪ロックデイ2014（2014年1月25日、心斎橋サンホール）

- KUDAKENEKO ROCK FESTIVAL 2014「ネコフェス2014」（2013年6月30日）

- 見放題2014（2014年7月5日、大阪ミナミ・アメリカ村周辺）